# Strakonice (nádraží)
Strakonice jsou železniční stanice v jižní části okresního města Strakonice v Jihočeském kraji nedaleko řeky Otavy. Leží na tratích Plzeň – České Budějovice, Strakonice–Volary a Březnice–Strakonice. Stanice je elektrizovaná soustavou 25 kV, 50 Hz AC. S nádražní budovou je přímo propojeno městské autobusové nádraží. Nádraží je integrováno do Integrované dopravy Plzeňského kraje IDPK.

## Historie

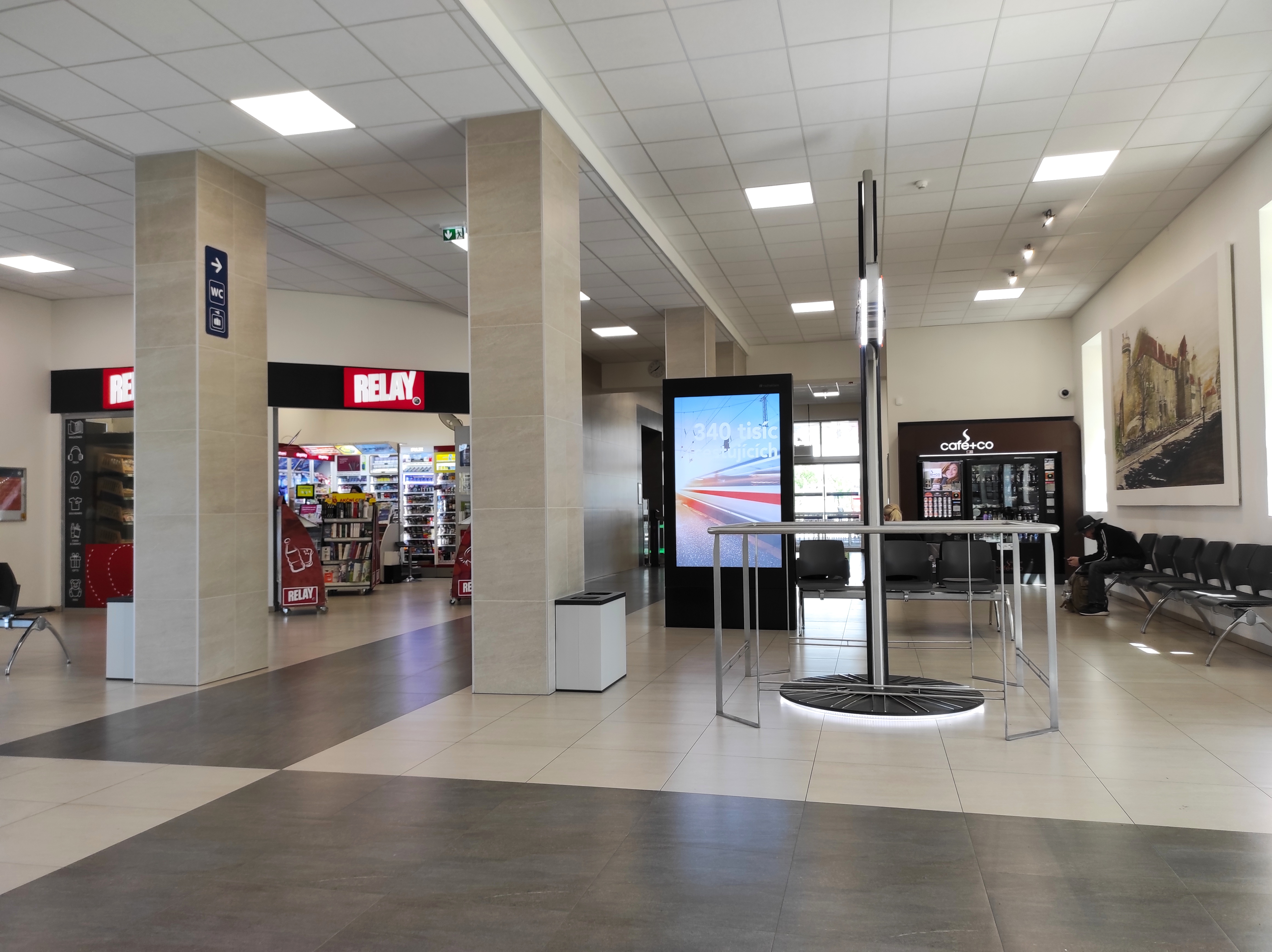
Interiér stanice po rekonstrukci

Stanice byla vybudována jakožto součást Dráhy císaře Františka Josefa (KFJB) spojující Vídeň, České Budějovice a Plzeň, roku 1872 prodloužené až do Chebu na hranici Německa, podle typizovaného stavebního návrhu. 1. září 1868 byl s místním nádražím uveden do provozu celý nový úsek trasy z Českých Budějovic do Plzně.
15. října 1893 otevřela společnost Místní dráha Strakonice–Vimperk železniční spojení své trati s Vimperkem, které bylo roku 1900 již pod hlavičkou společnosti Sdružené pošumavské místní dráhy po úsecích prodlouženo až do Volar. 11. června 1899 pak projekt společnosti Místní dráha Strakonice-Blatná-Březnice spojil Strakonice s již postavenou železnicí v Březnici. KFJB byla zestátněna roku 1894, provoz ve stanici převzaly Císařsko-královské státní dráhy (kkStB), po roce 1918 pak Československé státní dráhy. Sdružené pošumavské místní dráhy byly zestátněny roku 1925.
Elektrický provoz z Plzně do Strakonic byl zahájen 22. června 1966.
V letech 2019–2021 prošla nádražní budova rekonstrukcí.

## Popis

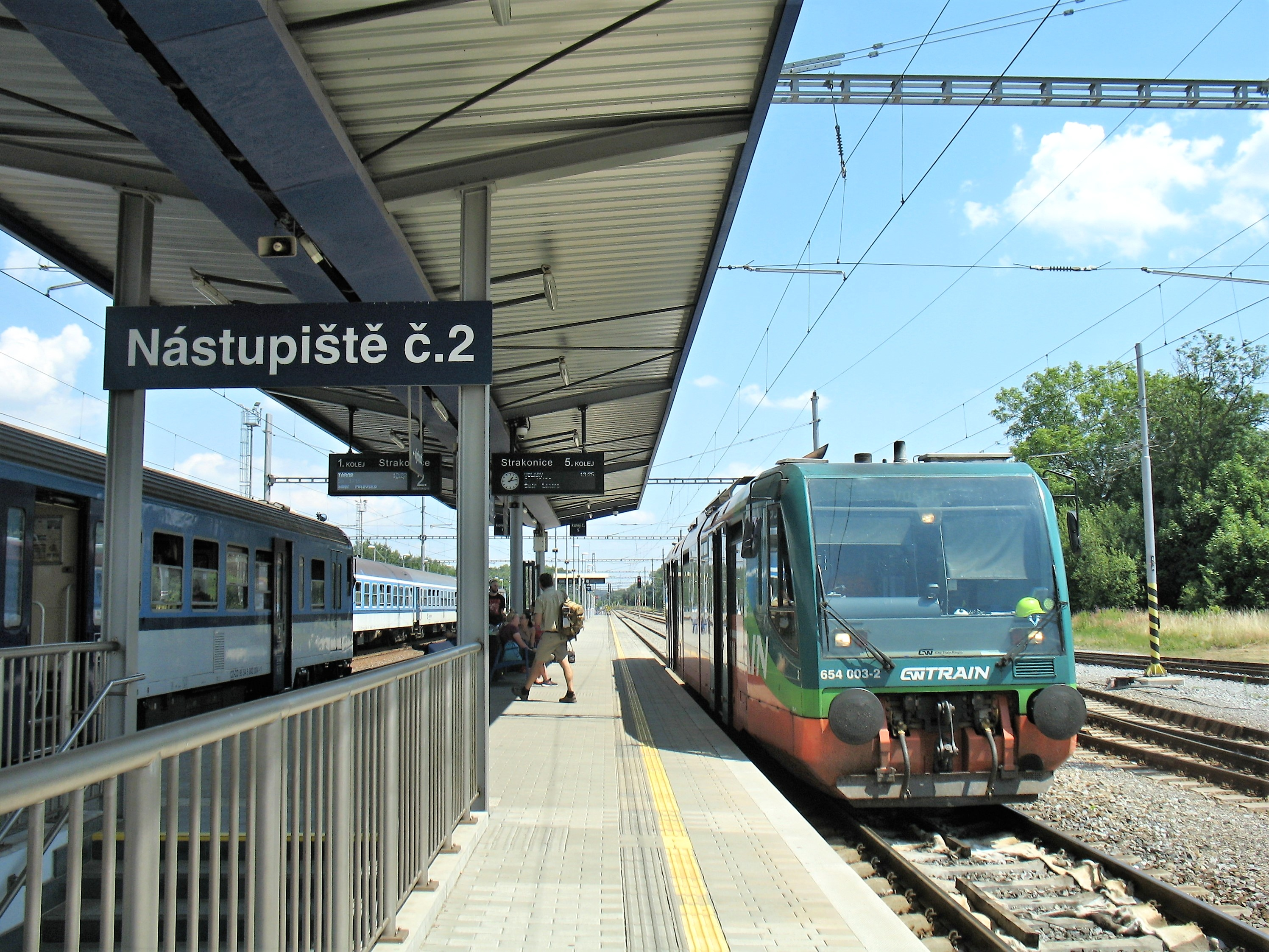
Vlak společnosti GW Train Regio, zajišťující osobní dopravu na trati ze Strakonic do Volar

Všechny tratě procházející stanicí jsou jednokolejné. V roce 2018 byla dokončena úprava kolejiště ve stanici: nachází se zde dvě krytá ostrovní nástupiště s podchodem a bezbariérovými výtahy. Nádraží je součástí dopravního terminálu a je stavebně spojeno s městským autobusovým nádražím.

## Provoz

### Rychlíky (R)
Rychlíkový provoz ze stanice je zajištěn linkou R11 Plzeň - Č. Budějovice - Jihlava - Brno.

### Spěšné vlaky (Sp)
Jihočeská S9 Strakonice - Tábor
Plzeňská P1 Plzeň - Strakonice, na této lince zajišťují provoz RegioPantery

### Osobní vlaky (Os)
PID S60 Beroun - Strakonice
Jihočeská S8 Strakonice - Vimperk - Volary
Poté také různé Os do Českých Budějovic nebo do Blatné

### Dřívější spoje
Za zmínku také stojí že do roku 2003 bylo ze Strakonic zajištěno přímé víkendové spojení do Prahy pomocí spoje R1597 vedeného motorákem 853 Nebo například každodenní spojení do Bohumína pomocí linky R11 spojů R660 a R661